# Los asesinos del Kilimanjaro
Los asesinos del Kilimanjaro (título original: Killers of Kilimanjaro) es una película británica dirigida por Richard Thorpe y estrenada en 1959.

## Argumento
Mombasa, a finales del siglo XIX. Una chica busca su padre y su prometido que han desaparecido misteriosamente. Ayudado del ingeniero estatunidenc encargado de la construcción del ferrocarril y del hijo de un cabo indígena, marcha a su investigación a través de la jungla. Aventuras y peripecias esperan los miembros de esta pequeña expedición y sus portadores.

## Reparto
- Robert Taylor: Robert Adamson
- Anne Aubrey: Jane Carlton
- Anthony Newley: Hooky
- Grégoire Aslan: Cheikh Ahmed
- Donald Pleasence
- John Dimech

## Alrededor de la película
Killers of Kilimanjaro esta vagamente basada en una historia verdadera: dos leones mataron cerca de 130 obreros cerca de un taller en África, a fines del XIX . Los despojos de los comedores de hombres son conservadas al Field Museum de Chicago, Illinois.